# 40 minuti con Raffaella
40 minuti con Raffaella (segnato graficamente come 40' con Raffaella) è stato un programma televisivo italiano andato in onda su Rai 1 da 7 ottobre 1996 al 3 gennaio 1997, con la conduzione di Raffaella Carrà dal lunedì al venerdi alle ore 14:00.

## Il programma
La trasmissione era una costola quotidiana della seconda edizione di Carràmba! Che sorpresa, in onda nello stesso periodo e associata alla Lotteria Italia di quella stagione. Il programma dava ogni pomeriggio, nello spazio totale dei quaranta minuti citati nel titolo, la possibilità di vincere i premi settimanali attraverso il gioco del "Se fosse..." a tutti coloro che avevano spedito la cartolina unita al biglietto della Lotteria.
Ad ogni puntata partecipavano quattro ospiti famosi che, oltre ad essere intervistati dalla conduttrice, giocavano cercando di far indovinare il personaggio misterioso al telespettatore che ha spedito la cartolina in collegamento telefonico, aiutandolo così a vincere una somma in denaro.
Il programma vedeva come ospite fisso il mago Rappel.

## Cast tecnico
- Regia: Sergio Japino
- Autori: Giovanni Benincasa, Fabio Di Iorio, Raffaella Carrà, Sergio Japino
- Scenografia: Mario Catalano
- Costumi: Graziella Pera
- Direzione musicale: Tony De Vita